# Máquina de Turing alternante
Em teoria da complexidade, uma máquina de Turing alternante (MTA) é uma máquina de Turing não determinística (MTN) com uma regra para aceitar computações que generalizam as regras usadas nas definições de Classe de complexidade NP (complexidade) e Co-NP. O conceito de MTA foi estabelecido por Chandra and Stockmeyer, em 1976 (ver referências).

## Definições

### Descrição informal
A definição de NP usa o modo existencial de computação: se alguma escolha leva para um estado de aceitação, então toda a computação é aceita. A definição de co-NP usa o modo universal de computação: só se todas as escolhas levam para um estado de aceitação, então a computação é aceita. Uma máquina de Turing alternante alterna entre esses modos.
Uma máquina de Turing alternante é uma máquina de Turing não determinística que tem os estados divididos em dois grupos: estados existenciais e estados universais. Um estado existencial é aceito se alguma transição leva pra um estado de aceitação; um estado universal é aceito se toda transição leva para um estado de aceitação. A máquina como um todo aceita se o estado inicial é aceito.

### Descrição formal
Formalmente, uma máquina de Turing alternante (de uma fita) é uma 5-Enupla {\displaystyle M=(Q,\Gamma ,\delta ,q_{0},g)} onde
- {\displaystyle Q} é o conjunto finito de estados
- {\displaystyle \Gamma } é o alfabeto de fita
- {\displaystyle \delta :Q\times \Gamma \rightarrow {\mathcal {P}}(Q\times \Gamma \times \{L,R\})} é a função de transição (L move a cabeça para a esquerda e R para a direita)
- {\displaystyle q_{0}\in Q} é o estado inicial
- {\displaystyle g:Q\rightarrow \{\wedge ,\vee ,accept,reject\}} especifica o tipo de cada estado

Se M esta num estado {\displaystyle q\in Q} com {\displaystyle g(q)=accept} então essa configuração é dita de aceitação, e se {\displaystyle g(q)=reject} entao a configuração é dita de rejeição. A configuração com {\displaystyle g(q)=\wedge } é dita de aceitação se todas as configurações levam em um estado de aceitação, e de rejeição se alguma configuração leva em um estado de rejeição. Uma configuração com {\displaystyle g(q)=\vee } é dita de aceitação quando existe alguma configuração que leva em um estado de aceitação e de rejeição quando todas as configuração levam em um estado de rejeição. Diz-se que M aceita uma entrada w se a configuração inicial de M (o estado de M é {\displaystyle q_{0}}, a cabeça está no canto esquerdo da fita e a fita contém w) é de aceitação, e que M rejeita w se a configuração inicial é de rejeição.

### Limite de recursos
Ao decidir se a configuração de uma MTA é de aceitação ou de rejeição usando a definição acima, não é necessário examinar todas as configurações que são alcançáveis a partir da configuração atual. Em particular, uma configuração existencial pode ser rotulada como de aceitação se alguma configuração seguinte é de aceitação, e uma configuração universal pode ser rotulada de rejeição se alguma configuração seguinte é de rejeição.
Uma MTA decide uma Linguagem formal em tempo  {\displaystyle t(n)} se, em cada entrada de tamanho {\displaystyle n}, examinando as configuração só acima de {\displaystyle t(n)} passos é suficiente para rotular a configuração inicial como de aceitação ou de rejeição. Podemos dizer que uma MTA decide a linguagem em espaço {\displaystyle s(n)} examinando se as configurações não modificam células da fita além de {\displaystyle s(n)} células a partir da esquerda.
Uma linguagem que é decidida por alguma MTA em tempo {\displaystyle c\cdot t(n)} por alguma constante {\displaystyle c>0} está na classe {\displaystyle {\rm {ATIME}}(t(n))}, e uma linguagem decidida em espaço {\displaystyle c\cdot s(n)} está na classe {\displaystyle {\rm {ASPACE}}(s(n))}.

## Classes de complexidade e comparação com máquinas de Turing determinísticas
As Classe de complexidade são úteis para definir MTAs:
- {\displaystyle {\rm {AP}}=\bigcup _{k>0}{\rm {ATIME}}(n^{k})} são as linguagens decidíveis em tempo polinomial
- {\displaystyle {\rm {APSPACE}}=\bigcup _{k>0}{\rm {ASPACE}}(n^{k})} são as linguagens decidíveis em espaço polinomial
- {\displaystyle {\rm {AEXPTIME}}=\bigcup _{k>0}{\rm {ATIME}}(k^{n})} são as linguagens decidíveis em tempo exponencial

Estas definições são similares as de P (complexidade), PSPACE, e Exptime, considerando os recursos usados por uma MTA ao invéz de uma MTD.  Chandra, Kozen, and Stockmeyer provaram esses teoremas:
- AP = PSPACE
- APSPACE = EXPTIME
- AEXPTIME = EXPSPACE
- {\displaystyle ASPACE(f(n))=\bigcup _{c>0}{\rm {DTIME}}(2^{cf(n)})={\rm {DTIME}}(2^{O(f(n))})}
- {\displaystyle ATIME(g(n))\subseteq {\rm {DSPACE}}(g(n))}
- {\displaystyle NSPACE(g(n))\subseteq \bigcup _{c>0}{\rm {ATIME}}(c\times g(n)^{2})}

Quando {\displaystyle f(n)\geq \log(n)} e {\displaystyle g(n)\geq \log(n)}
Isso é expresso pela Tese da computação paralela.

## Alternância limitada

### Definição
Uma máquina de Turing alternante com k alternações é uma máquina de Turing alternante que alterna de um estado existencial para um universal ou vice e versa mais de k+1 vezes. (Essa é uma máquina de Turing alternante que os estados são divididos em k grupos. Os estados nos grupos pares são universais e os estados nos grupos ímpares são existenciais (ou vice e versa). A máquina não tem transições entre estados no grupo i e no grupo j < i.)
{\displaystyle {\rm {ATIME}}(C,j)=\Sigma _{j}{\rm {TIME}}(C)} é a classe de função em tempo {\displaystyle f\in C} começando com um estado existencial e alternando no máximo {\displaystyle j-1} vezes. Esse é chamado o {\displaystyle j}-ésimo nível da hierarquia {\displaystyle {\rm {TIME}}(C)}.
{\displaystyle {\rm {coATIME}}(C,j)=\Pi _{j}{\rm {TIME}}(C)} é a mesma classe, mas começando com um estado universal, é o complemento da linguagem de {\displaystyle {\rm {ATIME}}(f,j)}.
{\displaystyle {\rm {ASPACE}}(C,j)=\Sigma _{\rm {SPACE}}(C)} é definido similarmente para cálculo de espaço delimitado.

### Classes em colapso
É dito que o colapso hierárquico para o nível {\displaystyle j} se toda linguagem no nível {\displaystyle k\geq j} de uma hierarquia está no nível {\displaystyle j}.
Como o corolário de Immerman–Szelepcsényi theorem, o colapso da hierarquia de espaço logaritmântico para o primeira nível. Como o corolário o colapso da hierarquia {\displaystyle {\rm {SPACE}}(f)} pro primeira level quando  {\displaystyle f=\Omega (\log )} é uma Função construível

### Classes especiais
Uma máquina de Turing alternante em tempo polinomial com k alternâncias, começando num estado existencial pode decidir todos os problemas na classe {\displaystyle \Sigma _{k}{\rm {P}}} (respectivamente, {\displaystyle \Pi _{k}{\rm {P}}}).
Outro caso especial de hierarquia de tempo é logarithmic hierarchy.